# Australoplax
Australoplax is een geslacht van kreeftachtigen uit de klasse van de Malacostraca (hogere kreeftachtigen).

## Soort
- Australoplax tridentata (A. Milne-Edwards, 1873)